# Comana (Constanța)
Pour les articles homonymes, voir Comana.
Comana est une commune du județ de Constanța en Roumanie.